# Everyday Actions
Everyday Actions  ist ein Jazzalbum von Noa Fort. Die wohl um 2020 entstandenen Aufnahmen erschienen 2021 auf Ears & Eyes Records.

## Hintergrund
2018 veröffentlichte  die in Israel geborene Sängerin, Pianistin, Komponistin und Musiktherapeutin Noa Fort ihr Debütalbum als Bandleaderin und Komponistin, No World Between Us. Everyday Actions ist ihr zweites Album. Mit Noa Fort spielen Josh Deutsch (Trompete), Dan Loomis (Kontrabass) und Ronen Itzik am Schlagzeug.

## Titelliste
- Noa Fort: Everyday Actions (Ears & Eyes Records ee:21-134)[1]

1. Endless Tea Party 4:48
2. The Stories We Tell 4:13
3. Tunnels 7:00
4. Home Scratch 2:36
5. Everyday Actions 3:55
6. Rovno 4:50
7. Song for a New Year 3:02
8. Deeping 6:07
9. Nature´s 3:01

Die Kompositionen stammen von Noa Fort.

## Rezeption
Nach Ansicht von Jerome Wilson, der das Album in All About Jazz rezensierte, vermittele Forts Gesang oft das Gefühl eines fließenden Bewusstseinsstroms, der an Gretchen Parlato erinnere und sehr gut mit den Klängen der anderen Instrumente harmoniere. Diese Musik habe viele verschiedene Stimmungen. Zu verschiedenen Zeiten könne sie eindringlich, unheimlich, ruhig oder lebhaft sein. Was auch immer das Gefühl sein mag, die Emotionen und der Intellekt, die Fort in ihre Kunst einbringt, kämen durch. Sie verfüge über die Gabe, eine kleine Anzahl von Komponenten zu eindrucksvollen Werken zu arrangieren, und Everyday Actions sei eine schöne Demonstration ihrer Talente.
Noa Fort würde die Grenzen zwischen Getextetem und Komponiertem, Gruppe und Einzelperson, innerer und äußerer Klanglandschaft, Geben und Empfangen verwischen; alles auf dem Weg zur Heilung, mit Musik, hieß es in Jazziz. In Everyday Actions nutze Fort ihre Stimme und ihr Klavier, um abstrakte musikalische Bilder zu zeichnen. Dabei verzichtet sie fast vollständig auf Texte und es sei vielmehr das Timbre, der Ton und die Emotionen in ihrer Stimme, die für die lyrische Tiefe der Lieder sorgten.